# HMS Northumberland (F-238)
HMS Northumberland byla víceúčelová fregata Královského námořnictva. Jednalo se o devátou loď třídy Typ 23 Norfolk. Nesla jméno po vévodovi z Northumberlandu. Jelikož byla součástí Devonportské flotily, jako její námořní základna sloužila Devonport.
Dne 20. listopadu 2024 britský ministr obrany rozhodl o jejím vyřazení z provozu. K tomu oficiálně došlo 12. března 2025. 

## Galerie

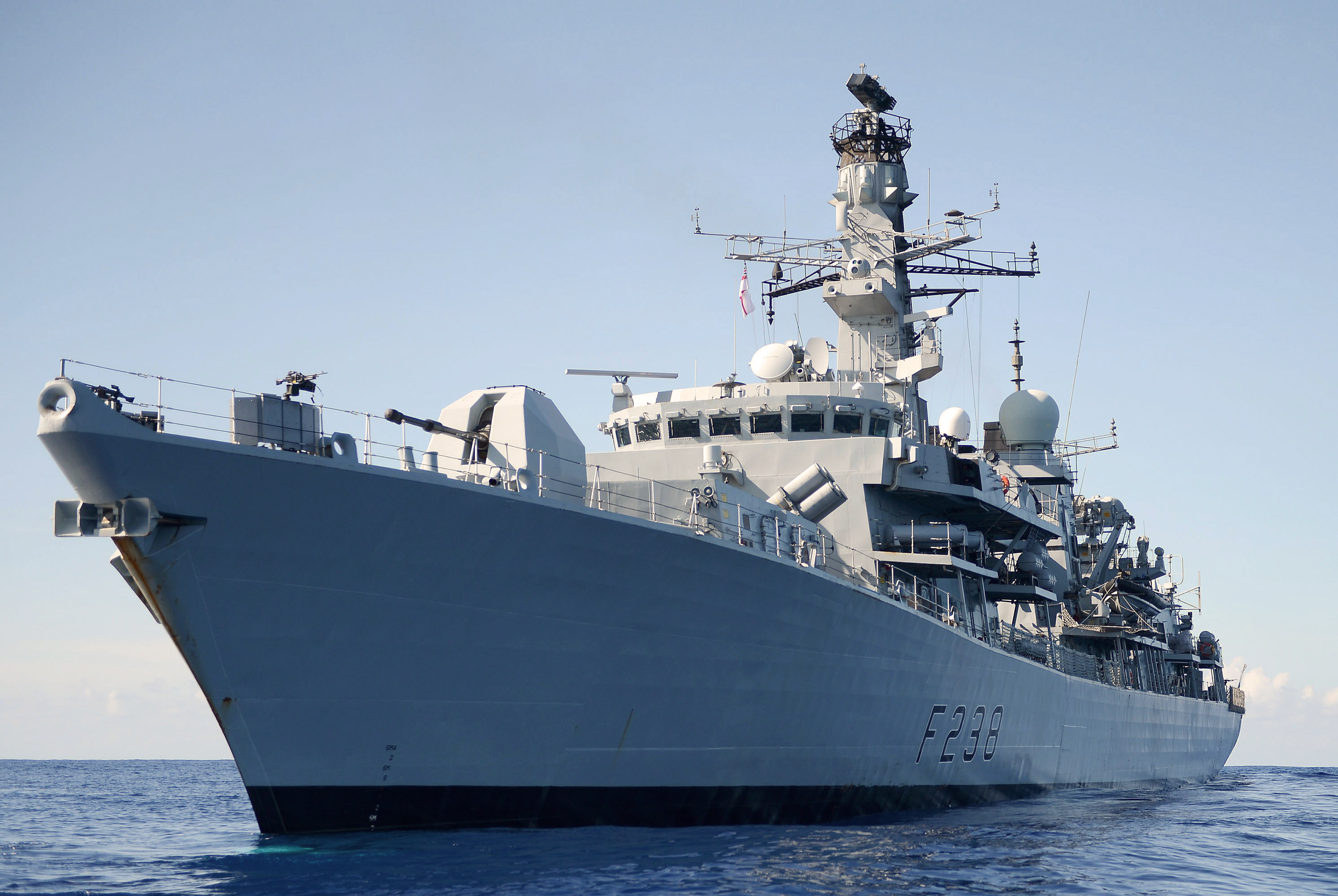
HMS Northumberland u pobřeží Východní Afriky.
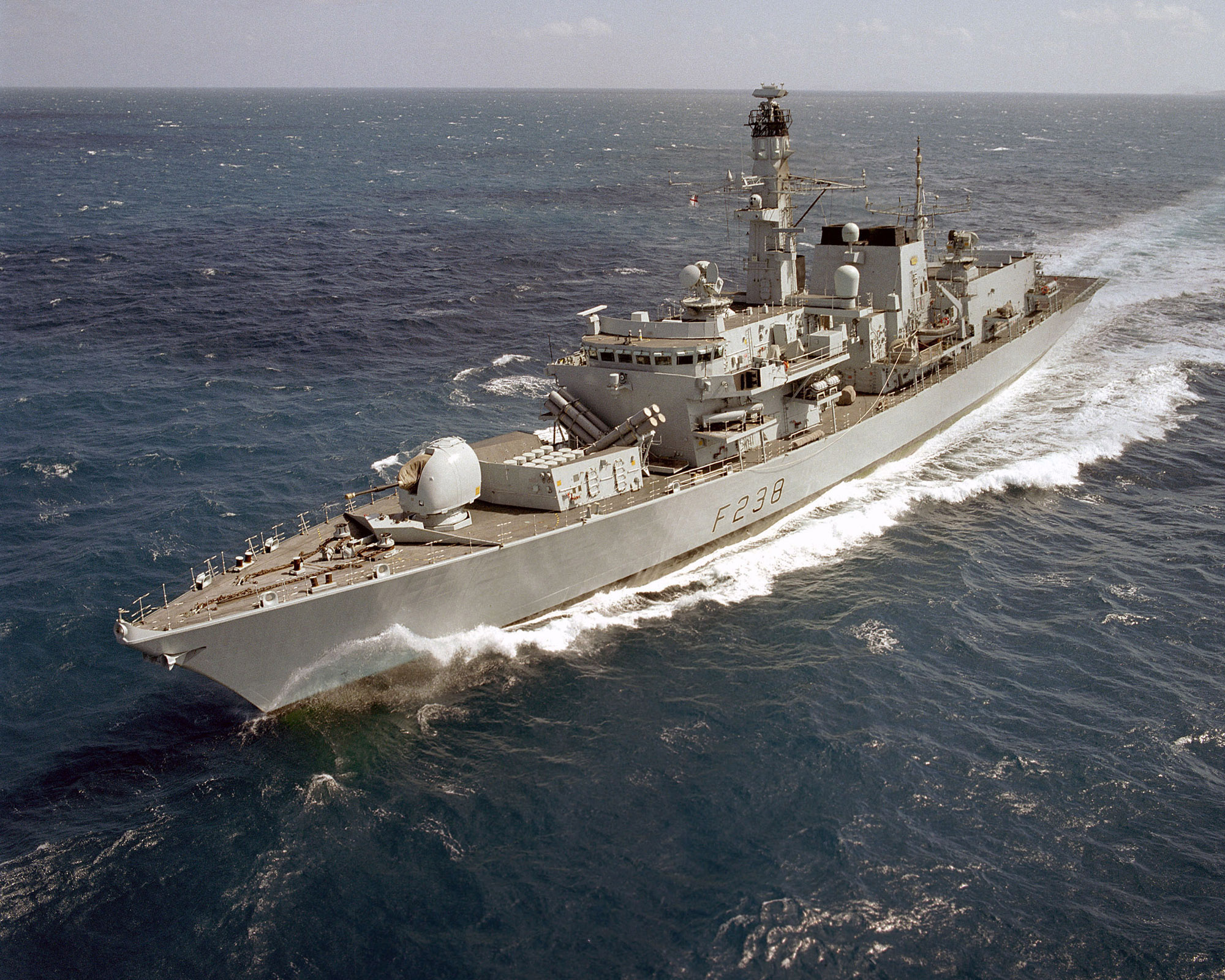
HMS Northumberland křižuje Pacifik u pobřeží Austrálie.
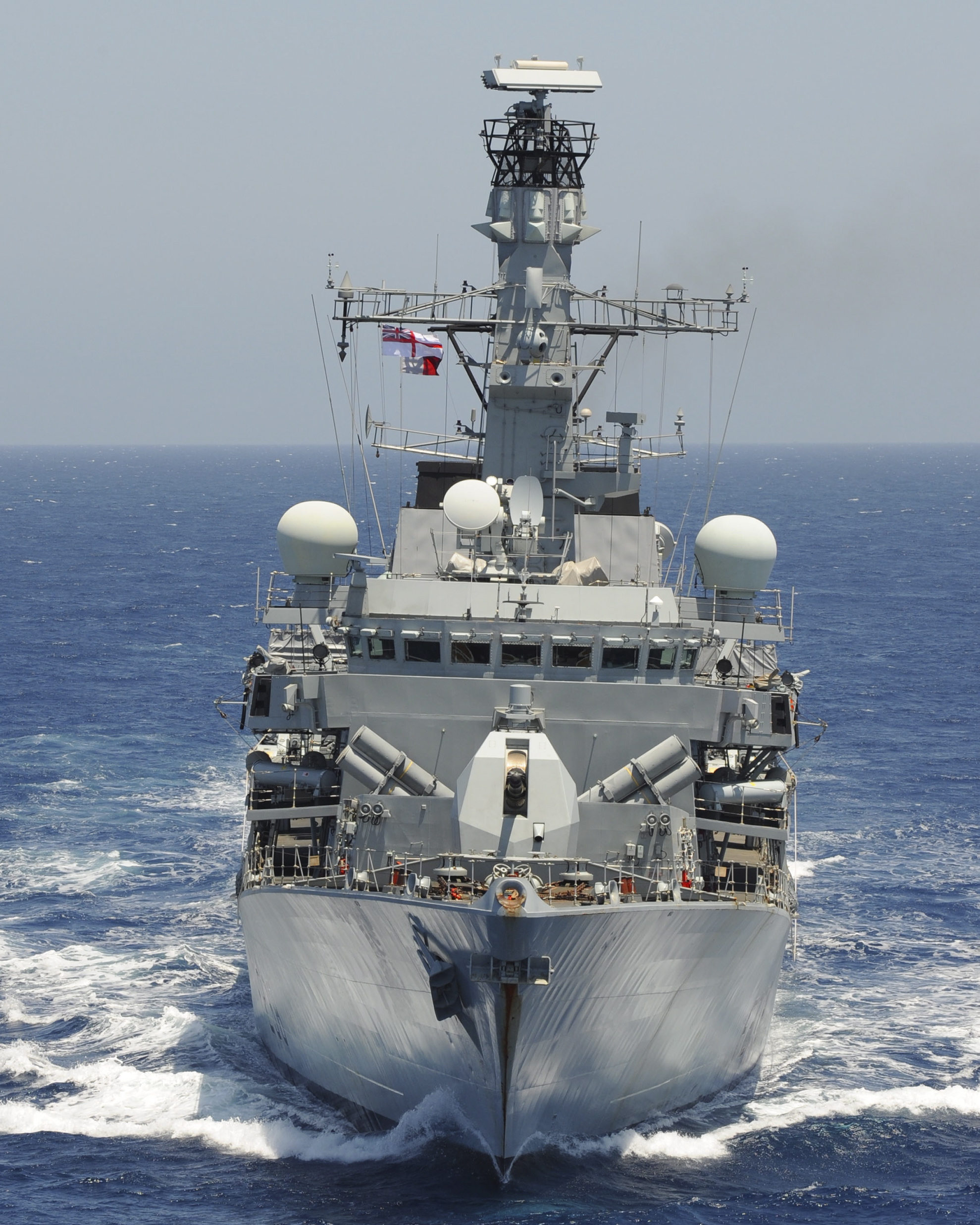
Plavidlo na Blízkém východě.
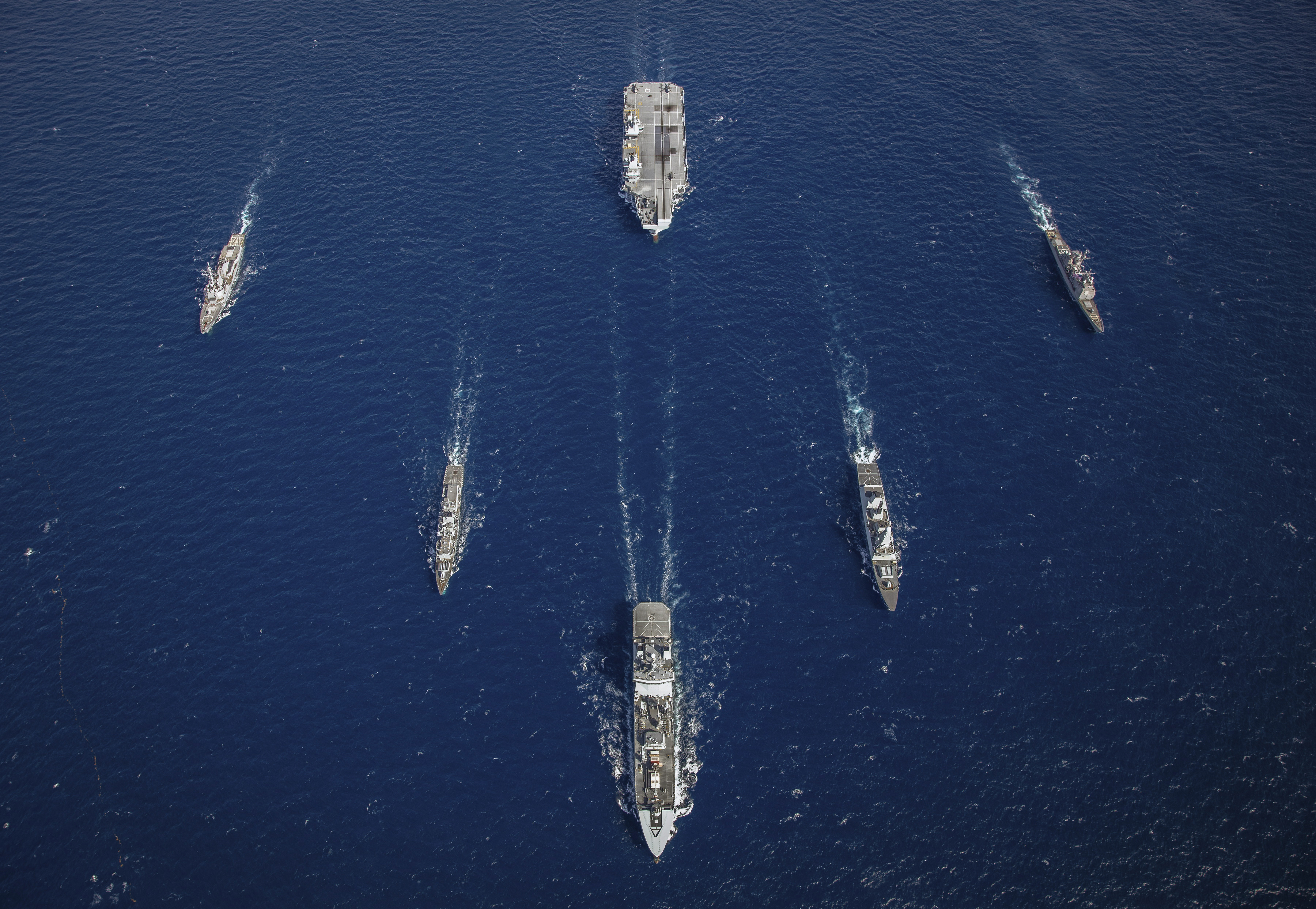
HMS Northumberland (druhá zleva) ve skupině s letadlovou lodí Queen Elizabeth (vzadu).
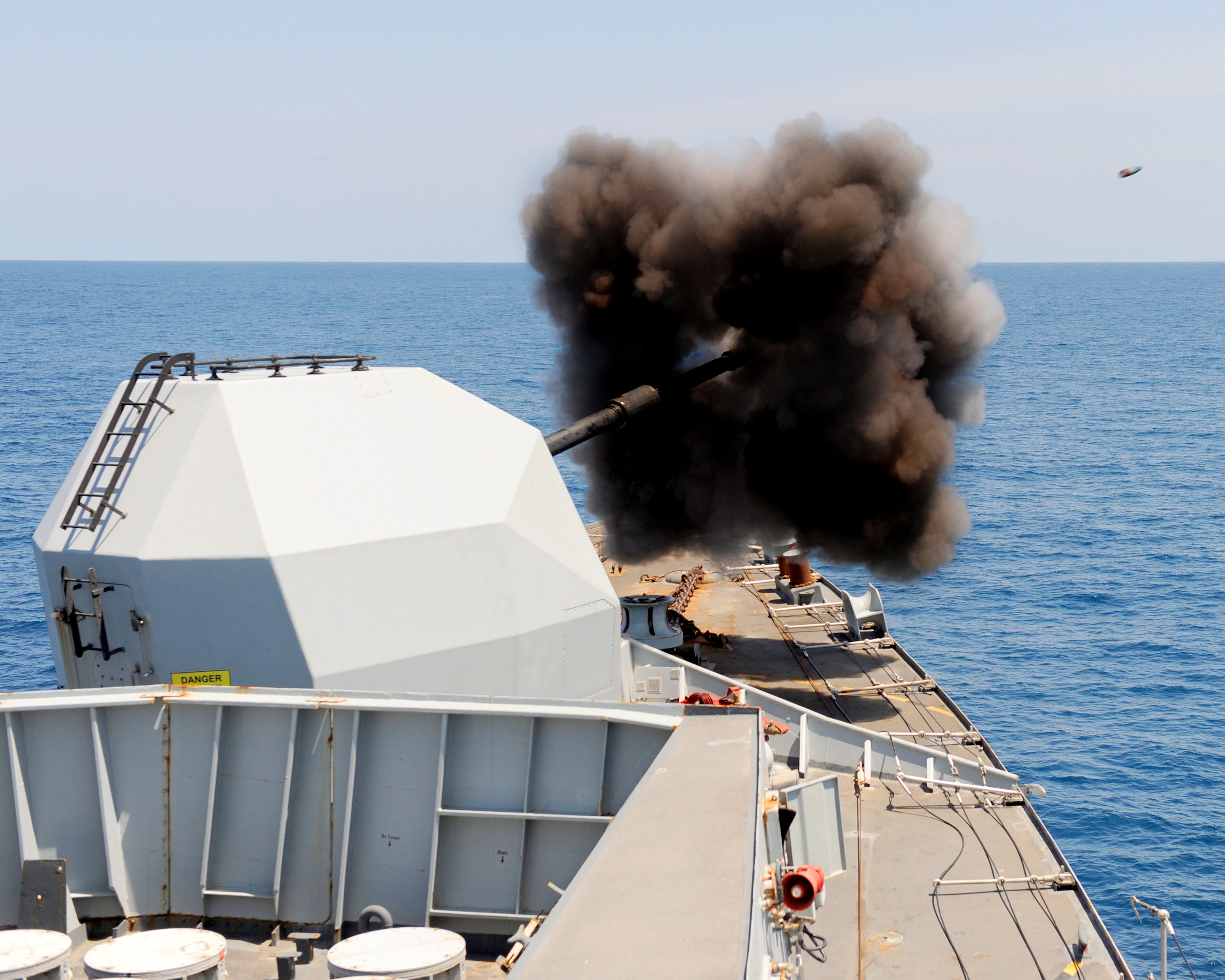
Cvičná střelba ze 114mm kanónu.
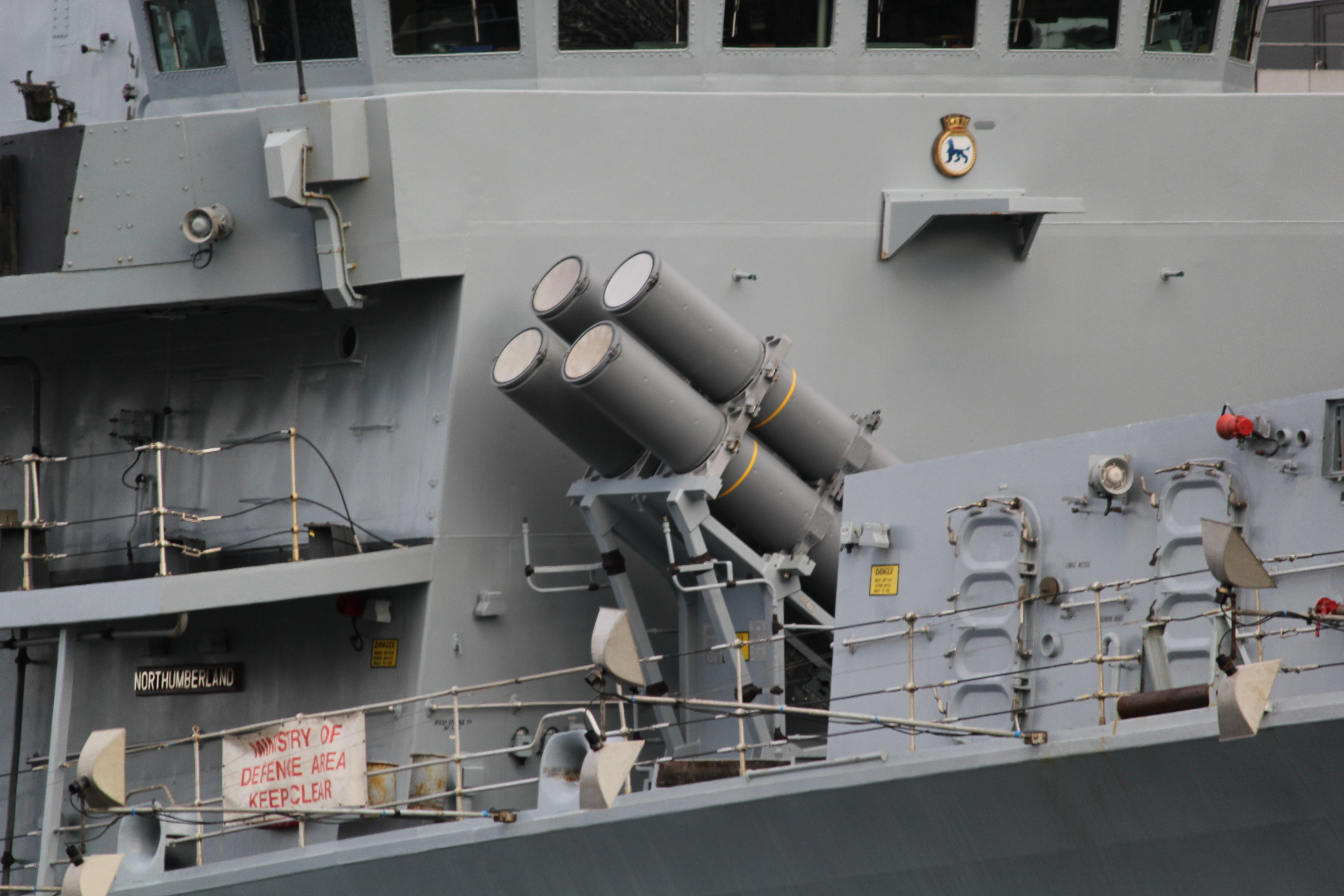
Odpalovací kontejner pro podzvukové protilodní střely Boeing Harpoon